# S.H.O.C. (Siempre habrá otro camino)
S.H.O.C. (Siempre habrá otro camino) es el segundo álbum en vivo y el primer álbum de CD+DVD de la banda de rock argentina La 25. Es grabado y filmado en una presentación en el teatro de Flores un 4 de mayo ante solamente 300 personas en un show donde se versionan sus canciones agregando una sección de vientos y de cuerdas. Nuevamente con producción a cargo de Nelson Pombal e ingeniería por Álvaro Villagra. Como reemplazo en el bajo ingresan Diego Reinholz y en batería a Noly lo suplanta Marcio Gaete (ex percusionista de la banda). El show es abierto por una narración del Ruso Verea y contiene dos nuevas canciones: "25 Horas" y "Como un extraño".

## Lista de canciones
| N.º     | Título                                              | Duración |  |
| 1.      | «Introducción Obertura 25»                          | 1:03     |  |
| 2.      | «Sucio Sheriff» (Mauricio Lescano - Hugo Rodríguez) | 4:20     |  |
| 3.      | «Nena bien» (Mauricio Lescano)                      | 3:31     |  |
| 4.      | «Solo voy» (Mauricio Lescano)                       | 4:16     |  |
| 5.      | «Chico común» (Marcos Lescano)                      | 4:25     |  |
| 6.      | «25 horas» (Mauricio Lescano)                       | 4:41     |  |
| 7.      | «Mil Canciones» (Mauricio Lescano)                  | 6:02     |  |
| 8.      | «Galopando» (Marcos Lescano)                        | 3:41     |  |
| 9.      | «Barrio Viejo» (Mauricio Lescano)                   | 5:35     |  |
| 10.     | «10 Mandamientos» (Mauricio Lescano)                | 5:15     |  |
| 11.     | «Nena Loca» (Mauricio Lescano)                      | 4:39     |  |
| 12.     | «Encerrado» (Mauricio Lescano)                      | 2:44     |  |
| 13.     | «Como un extraño» (Mauricio Lescano)                | 5:34     |  |
| 14.     | «La Rockera» (Mauricio Lescano)                     | 4:01     |  |
| 15.     | «Antifaz» (Mauricio Lescano)                        | 4:57     |  |
| 16.     | «Andrajoso» (Mauricio Lescano)                      | 6:09     |  |
| 1:10:22 |                                                     |          |  |

## Videos en DVD
- 25 horas
- Como un extraño
- Barrio Viejo
- La Rockera
- Mil Canciones
- Nena Loca
- Solo Voy
- Sucio Sheriff
- Andrajoso
- Chico Común
- Encerrado
- 10 Mandamientos
- Galopando
- Nena bien
- Antifaz

## Músicos
- Mauricio "Junior" Lescano: voz y guitarras
- Marcos Lescano: guitarras y coros
- Hugo Rodríguez: guitarras y coros
- Diego Reinholz: Bajo y coros
- Marcio Gaete: Batería